# Agrostis subspicata
Agrostis subspicata é uma espécie de gramínea do gênero Agrostis, pertencente à família Poaceae.